# Белорусский государственный архив-музей литературы и искусства
Белорусский государственный архив-музей литературы и искусства (БГАМЛИ; бел. Беларускі дзяржаўны архіў-музей літаратуры і мастацтва) — белорусский архив, который хранит документы по истории литературы, изобразительного искусства, театра и музыки Беларуси с начала XIX века по настоящее время. Основан в 1960 году в Минске.

## Историческая справка
Архив был создан 9 июня 1960 года под названием Центральный государственный архив литературы и искусства БССР (ЦГАЛИ БССР). Первым директором архива стала Клара Степановна Жорова, которая была назначена на должность 27 сентября 1960 года.
В марте 1976 года архив подвергся реорганизации, в результате чего стал известен как Центральный государственный архив-музей литературы и искусства (ЦГАМЛИ) БССР.
После обретения Беларусью независимости структура архивной отрасли претерпела изменения. 21 мая 1993 года ЦГАМЛИ был переименован в Белорусский государственный архив-музей литературы и искусства (БГАМЛИ).
По данным на 1 января 2025 года в Белорусском государственном архиве-музее литературы и искусства хранится 532 фонда за период с начала XIX века по настоящее время. Большую часть архива составляют личные фонды писателей, композиторов, актёров, режиссёров, художников и других знаменитых деятелей Беларуси. БГАМЛИ является одним из ведущих республиканских госучреждений в архивной системе страны. Архив является важным источником по истории культуры Беларуси.
С мая 2003 года полное наименование архива — учреждение «Белорусский государственный архив-музей литературы и искусства».

### Директора архива
- 1960—1982 годы — К. С. Жорова;
- 1982—1993 годы — А. И. Сурмач[9];
- 1993—октябрь 2022 года— А. В. Запартыко;
- с 22 ноября 2023 года — Е. А. Макаренко[10].

## Структура
- Руководство;
- Отделы[11]:
  - Отдел архивов организаций и формирования Национального архивного фонда;
  - Отдел научного описания документов личного происхождения;
  - Отдел учёта и обеспечения сохранности документов;
  - Отдел информационно-поисковых систем и автоматизированных архивных технологий;
  - Отдел информации, публикации и использования документов;
- Бухгалтерия;
- Центр комплектования и изучения документального наследия белорусского зарубежья.

## Фонды
Количество фондов на 1 января 2025 года: 532 фондов, 131 983 единиц хранения, 728 музейный предмет.
В архиве хранятся копии документов XIII—XIX веков.
Среди фондов — личные фонды А. Адамовича, М. Богдановича, Я. Брыля, М. Горецкого, В. Быкова, К. Каганца, А. Кулешова, Янки Купалы, Якуба Коласа, М. Лынькова, И. Мележа, Я. Пущи, М. Танка, И. Шамякина; композиторов А. Богатырёва, Г. Вагнера, Е. Глебова, В. Золотарёва, Ю. Семеняко, Е. Тикоцкого, Н. Чуркина; актёров и режиссёров А. Обухович, А. Кистова, А. Климовой, Г. Макаровой, П. Молчанова, Б. Платонова, К. Санникова, С. Станюты, В. Владомирского, Р. Янковского; певцов Л. Александровской, И. Болотина, С. Друкер, М. Забейды-Сумицкого, Р. Млодек; художников и скульпторов И. Ахремчика, В. Волкова, А. Глебова, А. Грубе, А. Кашкуревича, О. Марикса, С. Селиханова, А. Тычины и многих других.
Хранятся фонды союзов писателей, художников, композиторов, журналистов, театральных деятелей Беларуси; государственного театра оперы и балета Беларуси, Национального театра имени Я. Купалы, Белорусского театра имени Я. Коласа, Белорусской государственной филармонии; киностудии «Беларусьфильм»; объединения «Маладняк»; издательств «Художественная литература», «Юность», редакций журналов «Полымя», «Неман», «Маладосць», «Беларусь», газеты «Літаратура і мастацтва».
В архиве хранится коллекция документов отдела рукописей белорусского музея имени И. Луцкевича в Вильно, содержащей материалы Белорусского общества по оказанию помощи пострадавшим от войны, Белорусского комитета в Могилеве, Белорусской социалистической громады, Белорусской крестьянско-рабочей громады, Белорусской партии социалистов-революционеров, Белорусской социал-демократической партии; документы БНР, Министерства белорусских дел при Литовском правительстве, Центральной белорусской рады Виленщины и Гродненщины, Белорусской военной комиссии; материалы белорусской культурно-просветительной организаций, издательств, журналов, газет, в том числе редакции газеты «Наша ніва»; личные документы Л. И. Дубейковского, К. С. Дуж-Душевского, П. Я. Жаврида, B. У. Ластовского, И. И. и А. И. Луцкевичей, А. А. Смолича, Б. А. Тарашкевича, А. И. Цвикевича, Тетки и др. В библиотеке архива (25 тыс. экз.) хранятся первые издания произведений М. Богдановича, Тетки, Я. Купалы, Я. Коласа, газеты «Наша ніва», «Наша доля», журналы «Маладняк», «Узвышша» и др.

## Документы
- Хронология: с 1812 года по настоящее время.
- География: территория Виленской, Витебской, Гродненской, Минской, Могилёвской губерний Российской империи; Западной Беларуси в составе Польши, БССР, Республики Беларусь, а также других стран.